# Conférence épiscopale de Belgique
La Conférence épiscopale de Belgique (en néerlandais : Belgische Bisschoppenconferentie) est la conférence épiscopale des évêques de l'Église catholique en Belgique et sert ainsi de principale assemblée des prélats chrétiens de ce pays. Elle est composée des évêques et des évêques auxiliaires.
La Conférence des évêques de Belgique (CEB) est représentée à la Commission des épiscopats de l’Union européenne (COMECE). Son président participe également au Conseil des conférences épiscopales d’Europe (CCEE), avec une petite quarantaine d’autres membres.

## Historique
Le 16 novembre 1830, c'est-à-dire peu après son indépendance, la Belgique a été le premier pays à instituer une conférence épiscopale non conciliaire qui s'est tenue à Malines où siège le primat de Belgique. Elle portait sur les récents bouleversements politiques, sur les rapports entre l'église catholique et le nouvel État belge ainsi que sur des questions liturgiques, disciplinaires et autres.
À partir d'avril 1832, les évêques de Belgique conviennent de se réunir une fois par an. Le 2 août 1842, ils élaborent un règlement d'ordre intérieur et des statuts pour les prochaines assemblées. Le Saint-Siège exerçait toutefois un droit de vigilance sur ces assemblées via la participation du légat pontifical en Belgique, Gioacchimo Pecci, qui en a apprécié l'utilité. L'intérêt principal des conférences était d'assurer une grande cohésion de l'Église en Belgique sur les questions religieuses ou autres. Gioacchimo Pecci ayant été élu pape sous le nom de Léon XIII décide de promouvoir et d'étendre l'organisation de conférences épiscopales dans chaque pays.
Ce n'est que lors du concile Vatican II en 1965 que la conférence épiscopale de Belgique se dote de nouveaux statuts conformément au décret Christus Dominus. Les statuts de la Conférence épiscopale belge actuellement en vigueur ont été adoptés le 13 mars 2014, notamment sur base du décret Christus Dominus du concile Vatican II.

## Organisation
Jusqu’en 2016, le président de la Conférence épiscopale de Belgique était de facto l’archevêque de Malines-Bruxelles, mais depuis cette date, il est élu par la conférence épiscopale. Le 12 octobre 2023, Luc Terlinden, archevêque de Malines-Bruxelles, est élu président de la conférence, Patrick Hoogmartens et Jean-Pierre Delville en ont été élus vice-présidents.
Les réunions de la conférence épiscopale sont présidées par Luc Terlinden. Patrick Hoogmartens, Jean-Pierre Delville et Bruno Spriet, secrétaire général, constituent le Conseil permanent de la Conférence épiscopale. En règle générale, les membres de la conférence épiscopale se réunissent une fois par mois.
Les séances se déroulent généralement à l'archevêché de Malines-Bruxelles mais aussi, à tour de rôle, dans les évêchés.
La conférence épiscopale a désigné un sanctuaire national, la basilique du Sacré-Cœur de Koekelberg à Bruxelles.
Chaque évêque est compétent dans une matière qui lui a été impartie dont il fait rapport lors de la Conférence épiscopale. Au besoin, l'évêque est aussi amené à faire appel à des experts chargés de l'aider à approfondir ses connaissances sur des questions spécifiques.
Au sein de la Conférence épiscopale, quatre commissions épiscopales permanentes et trois comités épiscopaux assument également une mission de préparation de la tâche des évêques, notamment en procédant à des études thématiques. Chaque évêque est référent pour les commissions, services ou conseils qui lui ont été confiés.

## Médias
La Conférence épiscopale de Belgique émet régulièrement des communiqués où elle s'exprime sur les sujets d'actualité nationale et internationale. Ces communiqués sont relayés par CathoBel, groupe multimédia interdiocésain belge francophone et Otheo, groupe multimédia interdiocésain belge néerlandophone. L'aile francophone de la Conférence épiscopale de Belgique supervise les activités de CathoBel tandis que l'aile néerlandophone de la Conférence épiscopale de Belgique supervise les activités d'Otheo.

## Présidents
| Président            | Entrée en fonction | Durée de présidence        |
| -------------------- | ------------------ | -------------------------- |
| Godfried Danneels    | 19 décembre 1979   | 30 ans, 2 mois et 8 jours  |
| André-Joseph Léonard | 27 février 2010    | 5 ans, 10 mois et 30 jours |
| Jozef De Kesel       | 26 janvier 2016    | 7 ans, 7 mois et 11 jours  |
| Luc Terlinden        | 12 octobre 2023    |                            |

## Membres en 2025
La Conférence des évêques de Belgique se compose des personnalités suivantes :
- Luc Terlinden, archevêque de Malines-Bruxelles et évêque aux forces armées belges, président ;
- Johan Bonny, évêque d’Anvers ;
- Lodewijk Aerts, évêque de Bruges ;
- Jean-Pierre Delville, évêque de Liège, vice-président ;
- Guy Harpigny, évêque de Tournai ;
- Lode Van Hecke, évêque de Gand ;
- Patrick Hoogmartens, évêque de Hasselt, vice-président ;
- Pierre Warin, évêque de Namur ;
- Jean Kockerols, évêque auxiliaire de Malines-Bruxelles ;
- Koen Vanhoutte (nl), évêque auxiliaire du vicariat du Brabant flamand et Malines ;
- Bruno Spriet, secrétaire général de la Conférence épiscopale, depuis mars 2023[10].

## Sujets d'actualité traités par la conférence

### Adoption forcée d'enfants par l'intermédiaire de l'Église catholique de Belgique
En décembre 2014, dans le cadre des adoptions forcées d'enfants via l’Église catholique en Belgique, le Parlement flamand organise des auditions. Herman Cosijns, secrétaire général de la Conférence épiscopale de Belgique de 2011 à 2023, suscite la polémique en déclarant qu'il est faux de parler d'adoptions forcées.
En septembre 2024, lors de la visite du pape François en Belgique, il déclare que l'Église doit avoir honte, demander pardon, résoudre cette situation et mettre tout en œuvre afin que cela n'arrive plus.

### Abus sexuels dans l'Église catholique belge
À la suite de la diffusion en octobre 2023 du documentaire Godvergeten évoquant les abus sexuels dans l'Église catholique en Belgique, l'évêque Johan Bonny, membre de la Conférence épiscopale, critique la génération précédente des responsables catholiques, comme l'évêque Godfried Danneels, qui, selon lui, n'a pas traité correctement ces affaires. Ainsi quand le prêtre Rik Devillé a fait état de centaines de témoignages de victimes d'agressions sexuelles au sein de l'Église catholique Belge celle-ci est restée impassible. Par ailleurs, il demande des « réformes systémiques » avec par exemple  la participation accrue des femmes et des laïcs, mais aussi la co-responsabilité.

### Reconnaissance et plan d'action mis en œuvre par la Conférence épiscopale de Belgique
Dans son homélie de Noël 2023, le nouveau président de la Conférence épiscopale de Belgique, Luc Terlinden, évoque les enfants victimes d’abus sexuels ou d’une adoption forcée : « une réalité douloureuse qui est revenue au grand jour ces dernières semaines à la suite des témoignages poignants de victimes. Ceux-ci nous invitent non seulement à la compassion mais aussi à un engagement résolu pour le respect de la dignité de toute personne humaine… ».
C'est pourquoi la Conférence des évêques a proposé un projet de plan d’action renforcé fin 2024 avec, entre autres, la nomination de Jessika Soors comme coordinatrice nationale chargée de mettre en œuvre le plan d'action et de coordonner les différentes sous-initiatives, sous la direction d'une commission nationale composée d'experts issus de différents secteurs sociaux et d'un groupe de consultation des victimes. Des mesures sont également prises en vue du suivi plus étendu des victimes, d'un remboursement des frais liés à l'accompagnement psychologique et de la mise en place d'une politique de prévention au niveau des diocèses et des congrégations avec la nomination de coordinateurs.
La Conférence épiscopale de Belgique indique par ailleurs avoir recensé en 2023 plus de 14 000 demandes de radiation des registres du baptême. Les évêques belges attribuent ces demandes au « dégoût pour les abus sexuels dans l'Église catholique et la culture du silence » en particulier après la diffusion du documentaire Godvergeten.

### Conflits en Palestine et au Congo
La Conférence épiscopale a pris position début 2025 pour dénoncer les conflits qui ensanglantent le territoire de la République démocratique du Congo (RDC) et la Palestine. Elle appelle au dialogue et à la conclusion de cessez-le-feu en vue de protéger les populations locales,.